# Нова Каледонія (острів)
Нова Каледонія (фр. Grande Terre, дослівно Велика земля) — найбільший і головний острів архіпелагу Нова Каледонія, заморського володіння Франції, у південно-західній частині Тихого океану.

## Історія
Британський дослідник Джеймс Кук відкрив острів у 1774 році і назвав його «Нова Каледонія» (Каледонія — старовинна латинська назва частини північної Шотландії).
Після того як Франція захопила у 1853 році всі острови, які зараз утворюють Нову Каледонію і зробила їх своєю колонією в 1860 році, назва «Нова Каледонія» стала застосовуватися не тільки до самого острова, а й прилеглих до нього островів. Однак для простоти і тому, що це був найважливіший острів колонії, назва «Нова Каледонія» або навіть «Каледонія» використовується для позначення як острова, так і всієї колонії. Місцеві жителі називають острів «Ле Кайя» — скелі.

## Географія
Острів розташований у Кораловому морі в тропічній зоні Тихого океану, простягається з північного заходу на південний схід на 400 км, при ширині до 50-70 км. Має площу — 16 648 км² (53-тє місце у світі). Уздовж острова розташований покритий тропічними лісами Центральний хребет, з п'ятьма вершинами висотою понад 1500 метрів з найвищими вершинами: гора Паньє (1628 м) та Гумбольдт (1618 м), з крутими північно-східними схилами та більш пологими — південно-західними.
Найбільший населений пункт — місто Нумеа (100 237 осіб, 2015), столиця  заморської території Франції Нова Каледонія.

## Геологія
Острів Нова Каледонія, як і вся Нова Каледонія — це уламок австралійської плити, який відокремився від суперконтиненту Гондвана в Крейдовому періоді (близько 70 мільйонів років тому), і формування якого було здійснено послідовним виникненням складчастости плити, останнє з яких відбулося в еоценовому та олігоценовому періодах (приблизно від 53 до 26 млн років тому), що пояснює різноманітність типів і віку покладів корисних копалин: як осадові, так і вулканічні утворення, що поширюються від Пермського (від 299 до 251 млн.років тому) до Третинного (між 65 і 1,5 млн років тому) періодів. Пізні третинні геологічні перетворення також дозволили на острові створити одну з найважливіших ультрамафічних або надосновних (перидотитових) гірських порід, що призвело до утворення найбагатіших покладів нікелю. Ці перидотити виникли шляхом обдукції мантії, яка вилилася на денну поверхню під час останніх вивержень вулканів. Крім того, існують базальтові субстрати від більш ранньої обдукції океанічного дна на західному узбережжі(по суті так зване покривало Поя). Нарешті, екстремальні умови температури та тиску, спричинені зіткненнями плит, що призвели до виникнення цих складок та виверження вулканів, перетворили деякі осадові та магматичні породи шляхом метаморфізму, головним чином, у північно-східній частині острова(Діахот і Пуебо), а також і на значній частині південного сходу (серпентинити, народжені від гідротермального метаморфізму перидотитів), створили у великій кількості схисти і мікашисти, а також сині сланці.

## Галерея

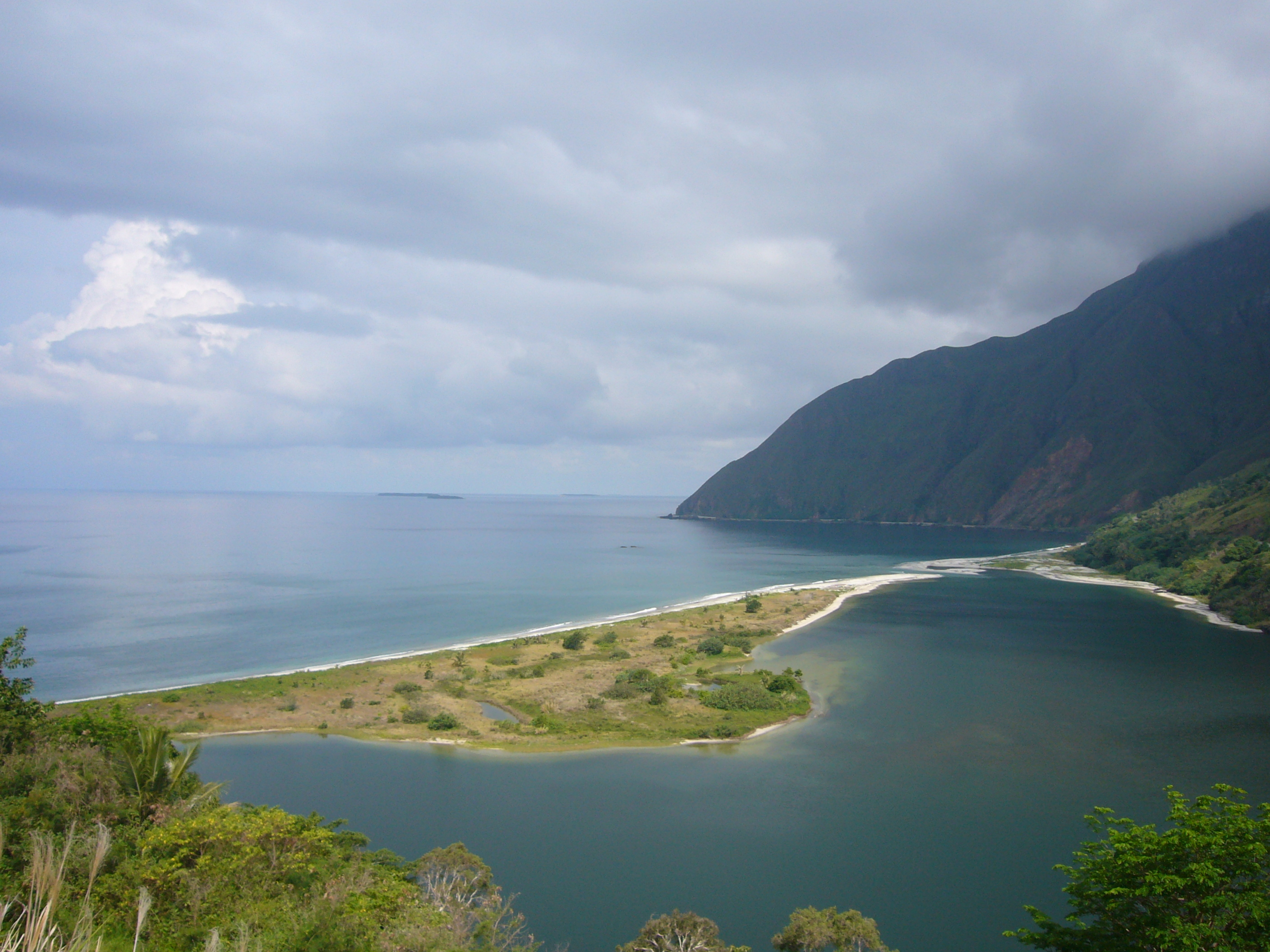
Гирло річки Уєме
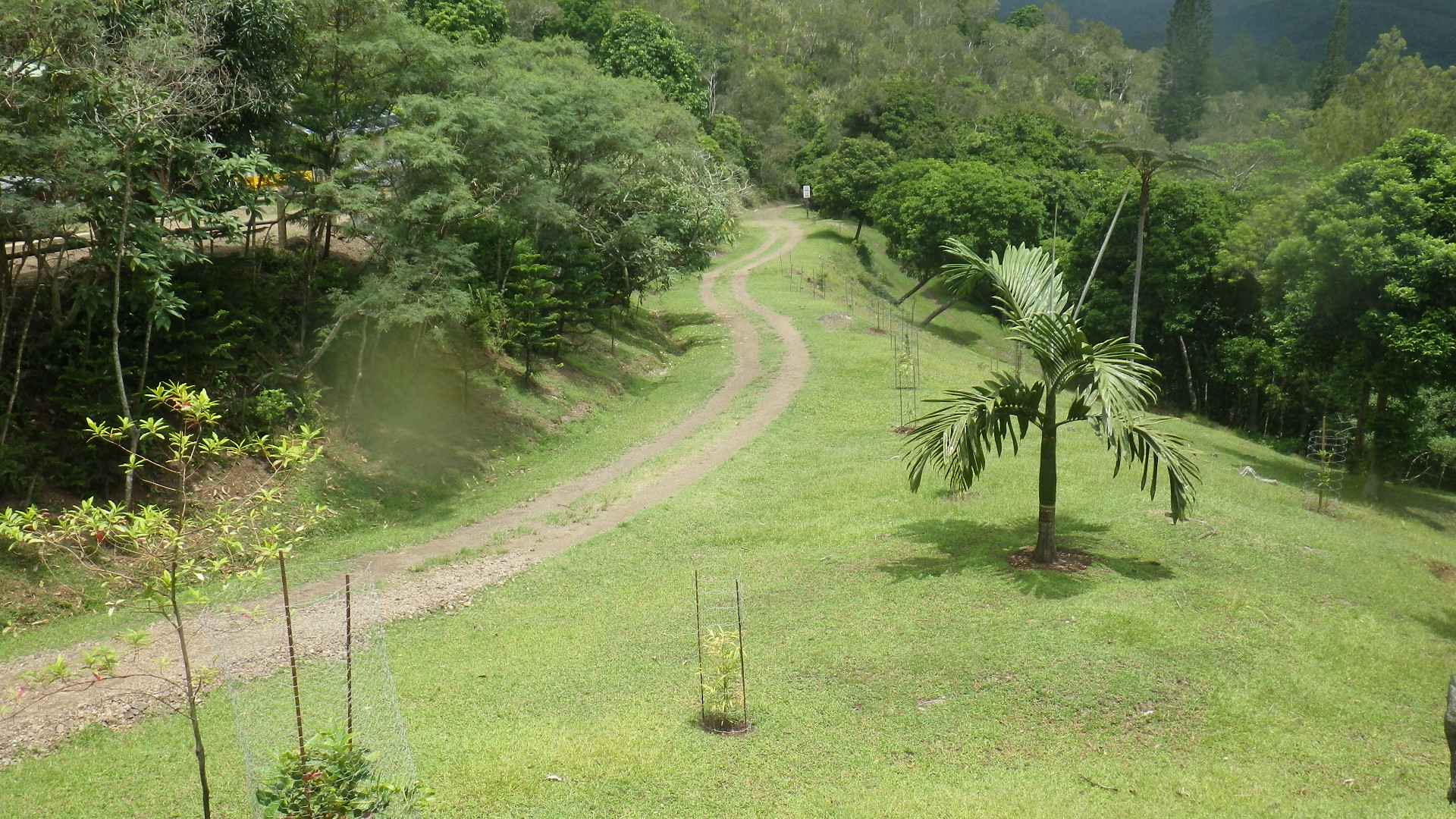
Шлях до парку «Великі папороті»[fr]
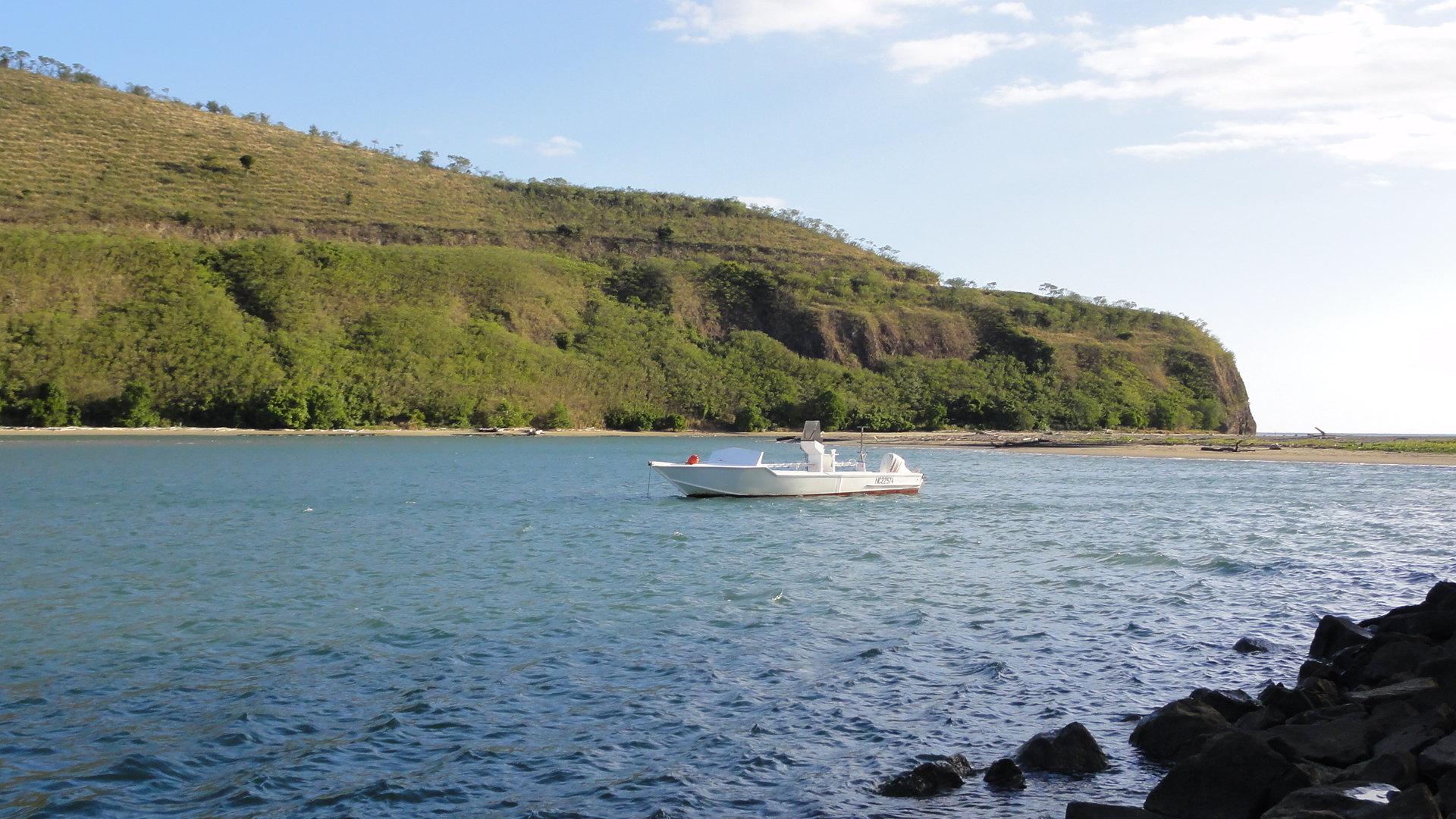
Річка Нера